# Lomographa triseriata
Lomographa triseriata là một loài bướm đêm trong họ Geometridae.